# Bulbophyllum inconspicuum
Bulbophyllum inconspicuum (tên tiếng Anh là Inconspicuous Bulbophyllum) là một loài phong lan.